# Bosnia y Herzegovina en los Juegos Paralímpicos
Bosnia y Herzegovina en los Juegos Paralímpicos está representada por el Comité Paralímpico de Bosnia y Herzegovina, miembro del Comité Paralímpico Internacional.
Ha participado en ocho ediciones de los Juegos Paralímpicos de Verano, su primera presencia tuvo lugar en Atlanta 1996. El país ha obtenido un total de ocho medallas en las ediciones de verano: dos de oro, cinco de plata y una de bronce.
En los Juegos Paralímpicos de Invierno ha participado en cuatro ediciones, siendo Vancouver 2010 su primera aparición en estos Juegos. El país no ha conseguido ninguna medalla en las ediciones de invierno.

## Medallero

### Por edición
| Evento              | Oro | Plata | Bronce | Total |
| ------------------- | --- | ----- | ------ | ----- |
| Atlanta 1996        | 0   | 0     | 0      | 0     |
| Sídney 2000         | 0   | 1     | 0      | 1     |
| Atenas 2004         | 1   | 0     | 0      | 1     |
| Pekín 2008          | 0   | 1     | 0      | 1     |
| Londres 2012        | 1   | 0     | 0      | 1     |
| Río de Janeiro 2016 | 0   | 1     | 0      | 1     |
| Tokio 2020          | 0   | 0     | 1      | 1     |
| París 2024          | 0   | 2     | 0      | 2     |
| TOTAL               | 2   | 5     | 1      | 8     |

| Evento           | Oro | Plata | Bronce | Total |
| ---------------- | --- | ----- | ------ | ----- |
| Vancouver 2010   | 0   | 0     | 0      | 0     |
| Sochi 2014       | 0   | 0     | 0      | 0     |
| Pyeongchang 2018 | 0   | 0     | 0      | 0     |
| Pekín 2022       | 0   | 0     | 0      | 0     |
| TOTAL            | 0   | 0     | 0      | 0     |

### Por deporte
Deportes de verano
| Evento   | Oro | Plata | Bronce | Total |
| -------- | --- | ----- | ------ | ----- |
| Natación | 0   | 1     | 0      | 1     |
| Voleibol | 2   | 4     | 1      | 7     |
| TOTAL    | 2   | 5     | 1      | 8     |